# Найман (Джанкойский район)
Найма́н (укр. Найман, крымскотат. Nayman, Найман) — исчезнувшее село в Джанкойском районе Республики Крым, располагавшееся на северо-западе района, на барегу одного из заливов Сиваша, примерно в 6—6,5 км к северо-западу от современного села Томашевка.

## История
Первое документальное упоминание села встречается в Камеральном Описании Крыма… 1784 года, судя по которому, в последний период Крымского ханства Найман входил в Сакал кадылык Перекопского каймаканства.
После присоединения Крыма к России (8) 19 апреля 1783 года, (8) 19 февраля 1784 года, именным указом Екатерины II сенату, на территории бывшего Крымского Ханства была образована Таврическая область и деревня была приписана к Перекопскому уезду. После Павловских реформ, с 1796 по 1802 год, входила в Перекопский уезд Новороссийской губернии. По новому административному делению, после создания 8 (20) октября 1802 года Таврической губернии, Найман был включён в состав Джанайской волости Перекопского уезда.
По Ведомости о всех селениях в Перекопском уезде состоящих с показанием в которой волости сколько числом дворов и душ… от 21 октября 1805 года в деревне Найман числилось 11 дворов, 63 крымских татарина и 1 ясыр. На военно-топографической карте генерал-майора Мухина 1817 года деревня обозначена с 7 дворами. После реформы волостного деления 1829 года Найман, согласно «Ведомости о казённых волостях Таврической губернии 1829 года», остался в составе Джанайской волости. На карте 1836 года в деревне 10 дворов. Затем, видимо, вследствие эмиграции крымских татар в Турцию, деревня заметно опустела и на карте 1842 года Найман обозначен с двумя мечетями, но условным знаком «малая деревня», то есть, менее 5 дворов. Согласно «Памятной книжке Таврической губернии за 1867 год», деревня была покинута жителями в 1860—1864 годах, в результате эмиграции крымских татар, особенно массовой после Крымской войны 1853—1856 годов, в Турцию и оставалась в развалинах. В дальнейшем в доступных источниках середины XIX века Найман не встречается.
В начале XX века, примерно на месте деревни, был основан немецкий лютеранский хутор Асс-Найман, позже выросший в село Днестровка.